# Aplicació assassina

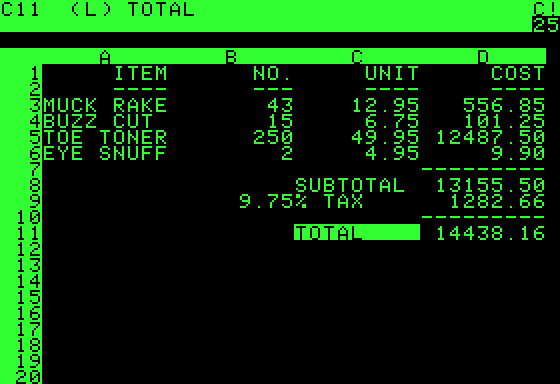
Captura de Visicalc, aplicació que substituí les fulles de càlcul tradicionals.

Una aplicació assassina (de l'anglès: killer application, comunament abreujada killer-app) és una aplicació informàtica determinant, és a dir, que la seva implantació representa la seva assimilació pels usuaris. Una aplicació denominada com a tal exerceix una enorme influència en el desenvolupament de posteriors desenvolupaments informàtics i en la manera d'oferir un servei, a partir del moment que l'aplicació assassina es popularitza.
A Internet, una aplicació assassina es caracteritza pel fet que reemplaça totalment o parcialment el servei tradicional. Una de les primeres aplicacions assassines van ser els clients de correu electrònic que van reemplaçar en gran part el correu tradicional. Posteriorment van produir un gran impacte les aplicacions de missatgeria instantània i en el futur s'espera que la popularització del Video on Demand a través d'Internet pugui canviar per a sempre el negoci de les videoteques.
En el cas de la telefonia mòbil les aplicacions determinants encara s'han de definir, però respecte a la tecnologia de segona generació la més significativa ha estat la que permet la transmissió de missatges SMS. S'espera que les aplicacions assassines de la tercera generació de telefonia mòbil siguin les que permetin fer bescanvi d'arxius P2P, les de missatgeria instantània i les de comerç electrònic.